# آتلیخان
آتلیخان (به لاتین: Atlıxan) یک منطقه مسکونی در جمهوری آذربایجان است که در شهرستان قوسار واقع شده است. آتلیخان ۶۶۴ نفر جمعیت دارد.